# Karagöz

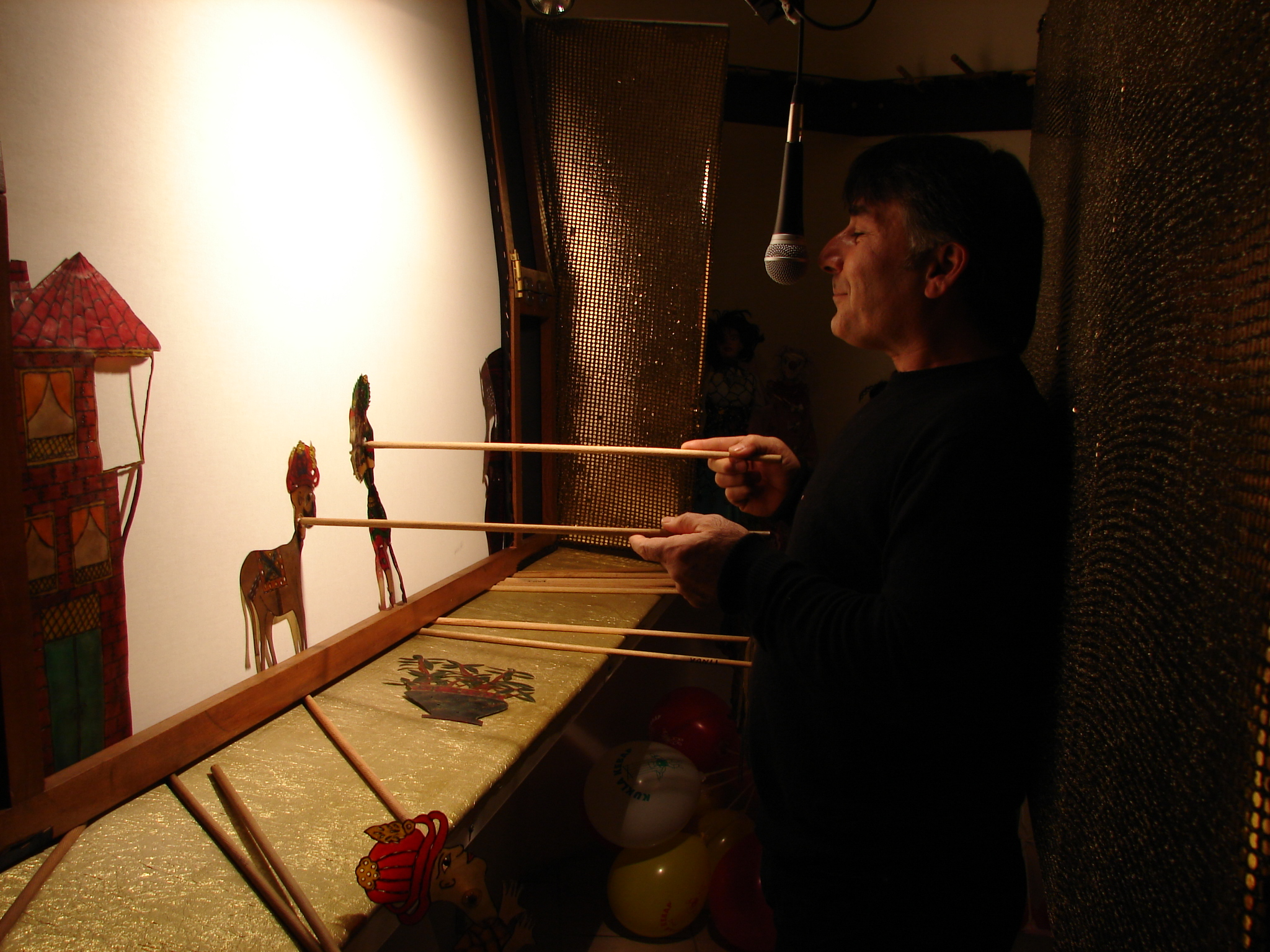
Técnica del titiritero del Karagöz.

El Karagöz («ojos negros» en turco) es un tipo de teatro de sombras con títeres de varillas o bastones movidos por el titiritero. Inscrito en 2009 en la Lista representativa del Patrimonio Cultural Inmaterial de la Humanidad, el karagöz se considera una expresión de la literatura y el teatro popular, originario de Turquía y extendido por el mundo árabe durante el Imperio otomano. Los títeres son figuras planas hechas de cartón o madera, cuya sombra se proyecta al otro lado de un panel translúcido iluminado.

## Historia y personajes
Según la leyenda, "Karagöz" y su compañero "Hadshivat" fueron dos albañiles que vivieron en el siglo XIV cuyas controversias divertían al resto de sus compañeros, impidiendo con ello la conclusión de las obras de la gran mezquita de Bursa; hasta que el sultán los mandó matar. Poco después, a uno de sus cortesanos se le ocurrió la idea de recortar en piel transparente y multicolor las figuras de Karagoz y Hadshivat y resucitarlos en forma de sombras sobre una pantalla de lienzo. 
Karagoz tenía nariz de papagayo, negra barba, ojillos astutos de botón y una diestra gesticulante; Hadshivat aparecía ataviado con traje de comerciante, cachazudo y reflexivo, jovial y campechano. Los tipos se completaban con el joven dandy Celebi; Zenne, la bella mesalina; el ingenuo enano "Beberuhi", el persa con su narguilé; el Gran Turco, el opiómano y el borracho. 
Este modelo de teatro de sombras era representado en la corte del sultán, en las bodas, en las fiestas de la circuncisión y en los cafés durante el ayuno del Ramadán. Hasta la aparición de la radio y la televisión fue una de las formas de entretenimiento infantil más populares en Turquía.

## En las islas griegas
Lawrence Durrell anota en su monografía dedicada a las islas griegas la continuidad del “dramatis personae” de la escena aristofánica en las representaciones estivales del Karagöz heleno: «...en cada una de las islas con su acento y ropajes característicos, está representada en el teatro de sombras chinescas moderno griego [...] las aventuras de Karagöz, el héroe épico moderno, son algo más que un teatro de polichinelas, ya que está lleno de actualidad y de alusiones políticas. El nuevo Ulises es un personaje parecido al Charlot vagabundo que triunfa sobre los señores turcos gracias a su superior astucia. El tono satírico de su discurso y su repertorio de chistes son Aristófanes puro en su atrevimiento y picardía».